# Lư Khê
Lư Khê (1916 – 1950), tên thật là Trương Văn Em (còn được gọi là Đệ), tên chữ là Tuấn Cảnh, bút hiệu là Bá Âm, Lư Khê; là nhà thơ, nhà báo Việt Nam thời tiền chiến.

## Tiểu sử
Ông sinh ngày 20 tháng 1 năm 1916 (nhưng trong giấy khai sinh ghi là ngày 5 tháng 2 năm 1916, vì làm giấy trễ) tại làng Rạch Vược, xã Thuận Yên, tỉnh Hà Tiên (nay thuộc thành phố Hà Tiên, tỉnh Kiên Giang) trong một gia đình lao động nghèo. Thân sinh là ông Trương Văn Huynh (ngư dân) và bà Trần Thị Chín.
Thuở nhỏ, Trương Văn Em học tiểu học ở Hà Tiên, học trung học ở Cần Thơ (Collège de Cần Thơ), đậu bằng Thành chung năm 1928 rồi lên Sài Gòn lập nghiệp.
Ở Sài Gòn, ông dạy học tại trường Huỳnh Khương Ninh, Đồng Nai...và cộng tác với các báo: Thế giới tân văn, Nữ lưu tuần báo, Văn nghệ, Tự do, Nay, Đông Tây, Gió mùa...
Năm 1935, ông cùng với Đông Hồ, Mộng Tuyết, Trúc Hà (cả bốn người đều được mệnh danh là "Hà Tiên tứ tuyệt"), xuất bản tờ báo Sống ở Hà Tiên, nhưng phát hành ở Sài Gòn. Theo Nguyễn Q. Thắng, thì đây là một tờ báo "sớm nhất ở miền Tây Nam Kỳ, và cũng là tờ báo tiến bộ nhất so với các báo khác thời đó".
Trong môi trường văn học, ông yêu nữ sĩ Nguyễn Thị Manh Manh, và rồi họ cưới nhau vào ngày 11 tháng 11 năm 1937 .
Sau năm 1945, ông làm Chủ bút báo Tân Việt. Từ năm 1947-1950, ông làm Giám đốc kiêm Chủ nhiệm nhật báo Sự thật và Ánh sáng. Lúc này, ông là người theo "chủ trương thống nhất và độc lập dân tộc, đồng thời đấu tranh chống thực dân Pháp" .
Ngày 3 tháng 7 năm 1950, ông bị những kẻ lạ mặt (dư luận cho là nhóm báo phân ly của chính phủ Trần Văn Hữu) sát hại tại nhà riêng, cùng một ngày với nhà báo Nam Quốc Cang . Khi ấy, Lư Khê mới 34 tuổi.

## Tác phẩm
- Douleur secrète (tập truyện ngắn, Nhà xuất bản Luk, 1939),
- Phút thoát trần (tập truyện ngắn và tùy bút, Nhà xuất bản Luk 1942)
- Nhạc đêm (tập thơ)
- La littérature Chinoise et ses ressources artistiques (tiểu luận)
- Khảo về văn chương nước Nhật
- L' amour dans la poésie annamite (tiểu luận)
- Jour perdu (tiểu thuyết)
- Au fil de l'heure (thơ)

Và rất nhiều bài phóng sự, lý sự, khảo luận thơ đăng trong các báo đã dẫn ở trên .

## Sách tham khảo
- Trương Minh Đạt, "Những kỷ niệm sống với anh Lư Khê và chị Manh Manh", in trong Nghiên cứu Hà Tiên. Tạp chí Xưa & Nay và nhà xuất bản Trẻ cùng hợp tác ấn hành năm 2008.
- Nguyễn Q. Thắng, "Manh Manh nữ sĩ-Lư Khê, hai chiến sĩ tiền phong của thơ mới"; in trong Hương gió phương Nam. Nhà xuất bản Văn học, 2011.